# قرطم بري
قرطم بري  أو شوارب عنتر  (الاسم العلمي: Carthamus lanatus) نوع نباتي ينتمي إلى جنس القرطم من الفصيلة النجمية.

## الموئل والانتشار
موطنه الأصلي حوض البحر الأبيض المتوسط في وادي النيل والمغرب العربي وجنوب أوروبا وشرقها والقوقاز.